# Sphenocassis
Sphenocassis là một chi bọ cánh cứng trong họ Chrysomelidae.
Chi này được miêu tả khoa học năm 1911 bởi Spaeth.

## Các loài
Các loài trong chi này gồm:
- Sphenocassis humerosa (Fairmaire, 1898)
- Sphenocassis incisicollis (Spaeth, 1911)